# قشلاق بریان
قشلاق بریان، روستایی در دهستان دره‌رود جنوبی بخش دره‌رود شهرستان انگوت در استان اردبیل ایران است.

## جمعیت
بر پایه سرشماری عمومی نفوس و مسکن در سال ۱۳۹۵، جمعیت این روستا برابر با ۱۷۹ نفر (۴۵ خانوار) بوده‌است.